# Descemet membrane endothelial keratoplasty
La Descemet membrane endothelial keratoplasty (DMEK) è una tipologia di cheratoplastica corneale di ultima generazione. La tecnica DMEK prevede il trapianto, nella parte posteriore della cornea del paziente, di uno strato di tessuto di spessore molto ridotto, composto da endotelio e membrana di Descemet .

## Casistica di intervento
Le patologie che richiedono l'utilizzo della tecnica DMEK sono :
- Distrofie corneali dello strato endoteliale, tra cui distrofia endoteliale di Fuchs e distrofia polimorfica posteriore;
- Cheratopatia bollosa;
- Sindrome endoteliale iridocorneale.